# Kinescope

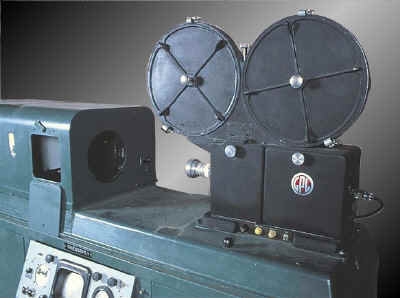
Ein PA-302-Kinescope der General Precision Laboratories (GPL) von ungefähr 1950–1955. Seine Filmkamera, die an der Oberseite des Gehäuses angebracht war, benutzte optische Bauelemente von Kodak.

Kinescope, auch als Kine abgekürzt und in Großbritannien als Telerecording bezeichnet, ist die Aufnahme eines Fernsehprogramms auf fotografischem Film durch eine Linse, die auf den Bildschirm eines Videomonitors fokussiert wird.
Der Begriff kann für den Aufnahmeprozess selbst, das dafür verwendete Equipment (eine vor einem Videomonitor angebrachte und an dessen Bildwiederholfrequenz angepasste mit 16-mm-Film oder 35-mm-Film arbeitende Filmkamera), oder einen mit dem Verfahren erstellten Film verwendet werden. Kinescopes waren vor der Einführung des Videobands im Jahr 1956 die einzige praktikable Möglichkeit über das Fernsehen ausgestrahlte Liveübertragungen zu archivieren.
Ursprünglich bezog sich der Begriff auf die in dem Fernsehgerät verwendete Kathodenstrahlröhre, die so im Jahr 1929 von dem Erfinder Vladimir K. Zworykin benannt wurde. Daher war die vollständige Bezeichnung für die Aufnahmen Kinescope Filme oder Kinescope Aufnahmen. Der RCA wurden 1932 Markenrechte für den Begriff zugesprochen, bevor sie den Begriff 1950 freiwillig für die Public Domain freigab.

## Geschichte

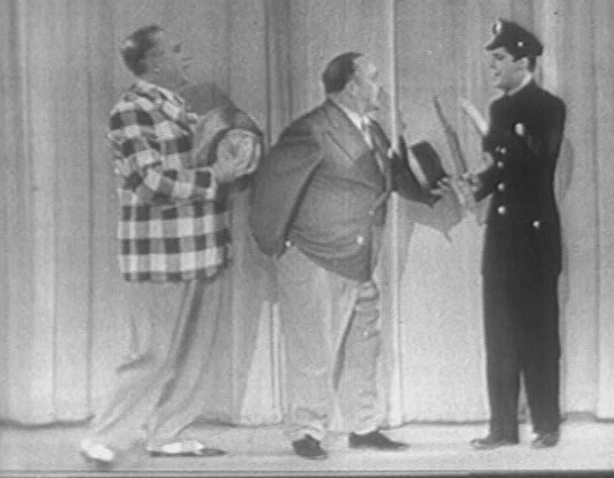
Einzelbild aus einer Kinescope-Aufnahme von 1949.

1931 wurden in Laboratorien von General Electric in Schenectady Experimente durchgeführt, um Standbilder und Bewegte Bilder aus Fernsehprogrammen aufzunehmen.
Bevor die BBC ihr Fernsehangebot wegen des Ausbruchs des Zweiten Weltkriegs ab 1939 zwischenzeitlich einstellte, scheint sie mit dem Abfilmen von auf einem Fernsehbildschirm angezeigten Inhalten experimentiert zu haben. Der BBC-Leiter Cecil Madden erinnerte sich später daran, eine Produktion von The Scarlet Pimpernel auf diese Weise gefilmt zu haben, wobei die Filmnegative auf Verlangen des Regisseurs Alexander Korda, der die Filmrechte an dem Buch besaß und diese offenbar als verletzt ansah, verbrannt worden sein sollen. Für eine BBC-Fernsehproduktion von The Scarlet Pimpernel aus den Jahren 1936 bis 1939 gibt es allerdings keinerlei schriftlichen Aufzeichnungen. In den 1930er Jahren wurden manche Liveübertragungen des Fernsehsenders Paul Nipkow aus Nazi-Deutschland aufgenommen, indem eine 35-mm-Kamera auf einen Fernsehschirm gerichtet wurde, bei den meisten noch existierenden Aufnahmen von Live-Fernsehprogrammen aus dem dritten Reich, wie den Olympischen Sommerspielen 1936 (nicht zu verwechseln mit dem Filmmaterial, das von Leni Riefenstahl für ihren Film Olympia von derselben Veranstaltung aufgezeichnet wurde), einigen Reichsparteitagen, oder offiziellen Staatsbesuchen (wie zum Beispiel von Benito Mussolini), wurde jedoch das Zwischenfilmverfahren, bei dem die Veranstaltung erst direkt auf 35-mm-Film aufgezeichnet und dann mit einer Verzögerung von nur zwei Minuten als Fernsehsignal von einem auf dem Veranstaltungsort befindlichen Übertragungswagen aus ausgestrahlt wird, angewendet.
Laut einem 1949 von der RCA produzierten Film wurden in den frühen 1930er Jahren Stummfilme aus ersten experimentellen Fernsehübertragungen erstellt. Die Filme wurden von Fernsehermonitoren mit acht Bildern pro Sekunde abgefilmt, wodurch Bewegungen weniger flüssig dargestellt wurden. Bis Mitte der 1940er Jahre verfeinerten die RCA und die NBC den Filmprozess und berücksichtigten auch die Aufnahme von Ton. Bewegungen wurden dabei flüssiger wiedergegeben, die Bilder waren jedoch immer noch recht unscharf.
Bis Anfang 1946 wurden Fernsehkameras an amerikanischen Fernlenkraketen montiert, um bei der Fernsteuerung dieser zu helfen. Aus den übertragenen Bildern wurden Filme angefertigt, die zur Auswertung des Ziels und der Performance der Rakete dienten.
Das erste bekannte mit der Telerecording-Methode getätigte Aufnahme aus dem Vereinigten Königreich, die noch heute existiert, zeigt einen Auftritt der Sängerin Adelaide Hall bei der Veranstaltung RadiOlympia von Oktober 1947. Aus dem folgenden Monat existieren noch Aufnahmen der Hochzeit von Princess Elizabeth und Prince Philip und auch zahlreiche Produktionen der frühen 1950er, wie It is Midnight, Dr Schweitzer, The Lady from the Sea und die beiden ersten Episoden von The Quatermass Experiment, haben die Zeit in variierenden Qualitätsstufen überdauert.

### Weltweiter Programmvertrieb
Vor der Satellitenkommunikation wurden Kinescopes dazu eingesetzt, Live-Veranstaltungen, wie eine königliche Hochzeit, so schnell wie möglich in anderen Staaten des Commonwealth, in denen bereits Fernsehsender existierten, zu verbreiten. Ein Flugzeug der Royal Air Force brachte ein Telerecording aus dem UK nach Kanada, wo es über das gesamte nordamerikanische Sendernetzwerk ausgestrahlt wurde. Für Australien wurde in San Francisco ein zweites Kinescope angefertigt und für die dortige Ausstrahlung nach Sydney geflogen. Nachdem es ursprünglich mit 405 Zeilen übertragen, auf Kinescope kopiert, mit 525 Zeilen abgetastet, noch einmal auf Kinescope kopiert, und dann für die lokale Ausstrahlung mit 625 Zeilen abgetastet wurde, war die Qualität des in Australien angekommenen Bildmaterials zwar stark gesunken, es konnte dadurch aber nur 18 Stunden nach der Veranstaltung gesendet werden.
Selbst nach der Einführung des Videobands fertigten die BBC und ITV schwarz-weiß Kinescopes von ausgewählten Programmen für den internationalen Verkauf an, bis diese Anfang der 1970er auf Videobändern in Farbe aufgezeichnet wurden. Die meisten, wenn nicht sogar alle, Videobänder aus der Zeit der 405-Zeilen wurden längst gelöscht, wie auch viele von der Einführung des 625-Zeilen-Videos bis zu den Anfängen des Farbfernsehens. Dementsprechend liegen die meisten der noch heute existierenden britischen Fernsehsendungen aus der Zeit vor dem Farbfernsehen in Form von Telerecordings vor. Manche Episoden von Doctor Who und die meisten der ersten Serie von Adam Adamant Lives! wurden zur leichteren Bearbeitung bewusst als Kinescope und nicht auf Videoband aufgenommen.

### „Kinephoto“-Kamera
Im September 1947 führte Eastman Kodak in Zusammenarbeit mit DuMont Laboratories, Inc. und NBC die „Eastman Television Recording Camera“ zur Aufnahme von Bildern eines Fernsehbildschirms unter dem Markennamen „Kinephoto“ ein. Kinescopes waren vor der Einführung des Videobands im Jahr 1956 die einzige praktikable Möglichkeit über das Fernsehen ausgestrahlte Fernsehsendungen zu archivieren, Liveübertragungen eines Fernsehnetzwerks auf Sendern eines anderen Netzwerks zu übertragen oder eine Livesendung zeitversetzt auf einem anderen Fernsehsender auszustrahlen. Obwohl die Methode einen sichtbaren Qualitätsverlust bedeutete, wurde sie für Fernsehprogramme jeder Art, von fiktionalen Dramen bis Nachrichtensendungen, eingesetzt.
NBC, CBS, und DuMont nahmen ihre Kinescopes hauptsächlich in New York City auf, während ABC diese in Chicago anfertigte. Bis 1951 verschickten NBC und CBS jede Woche ungefähr 1.000 Kinescope-Kopien an ihre in den Vereinigten Staaten verteilten Affiliates, und bis 1955 erhöhte sich diese Anzahl für CBS auf 2.500 pro Woche. 1954 überstieg der Filmverbrauch der Fernsehindustrie schließlich den zusammengerechneten Verbrauch aller Hollywood-Studios.

### „Hot Kinescope“
Nachdem das Netzwerk aus Koaxialkabeln und Richtfunksystemen, das Programme zu der Westküste  übertrug, im September 1951 fertiggestellt worden war setzten CBS und NBC 1952 die „Hot Kinescope“-Methode, bei der Programme von New York in den Westen übertragen, dort in Los Angeles von zwei Kinescope-Apparaten auf ein 35-mm-Negativ und einen 16-mm-Umkehrfilm kopiert (letzterer diente als Sicherungskopie), schnell entwickelt, und mit dreistündiger Verspätung von Los Angeles aus in der Pacific Time Zone ausgestrahlt wurden.
Im September 1956 begann NBC Farb-„Hot Kines“ von manchen seiner Farbprogramme mit dem Linsenrasterverfahren anzufertigen. Das Verfahren erlaubte es im Gegensatz zu Farb-Negativfilm durch den Einsatz von üblichem Schwarz-Weiß-Film eine schnelle Entwicklung mit bereits etablierten Methoden durchzuführen.

### Bearbeitung mit zwei Systemen
Selbst nach der Einführung des Quadruplex-Videorekordersystems im Jahr 1956 wurden Kinescopes weiterhin von Fernsehanstalten bei der „Double System“-Methode zur Bearbeitung von Videobändern eingesetzt. Aus einem Videoband konnten zu dieser Zeit keine verlangsamte Sequenzen oder Einzelbilder direkt gewonnen werden, also wurden die unbearbeiteten Videobänder auf Kinescopes kopiert und auf herkömmliche Weise bearbeitet. Das bearbeitete Kinescope diente dann als Vorlage für das Master-Videoband. Bei mehr als 300 von Fernsehnetzwerken produzierten Serien, wie beispielsweise Rowan & Martin's Laugh-In, wurde diese Technik über zwölf Jahre lang eingesetzt.

## Alternativen zu Kinescope

### Ausstrahlung von 35-mm-Film
In den ersten Jahren des Fernsehens wurden auch direkt mit Filmkameras (ohne Kinescopes) aufgezeichnete Fernsehprogramme verwendet, obwohl diese wegen ihres vergleichsweise niedrigem Budgets und der fehlenden Unmittelbarkeit im Allgemeinen als minderwertiger als Liveübertragungen angesehen wurden.
1951 beschlossen die Hauptdarsteller und Produzenten der Fernsehserie I Love Lucy, Desi Arnaz und Lucille Ball, die Serie direkt auf 35-mm-Film mit dem Drei-Kamera-System in Hollywood aufzunehmen, anstatt sie live auszustrahlen. Liveübertragungen aus Los Angeles wurden normalerweise live am späten Nachmittag für die Eastern Time Zone vorgetragen und drei Stunden später für die Pacific Time Zone von einem Kinescope abgespielt, aber Desilu Productions wollte bei I Love Lucy auf den Einsatz von Kinescopes wegen der damit verbundenen Qualitätseinbußen verzichten.

### Electronicam
Der Programmdirektor von DuMont Television Network, James L. Caddigan, entwickelte als Alternative die Electronicam. Bei dieser war in der Live-TV-Kamera eine weitere 35-mm-Film-Kamera eingebaut, wobei sich beide Kameras eine Linse teilten und dadurch ihre Bilder aus demselben Blickwinkel aufnahmen. Vom Regisseur gewünschte Einstellungen wurden von einem Electronicam-Techniker während der Liveübertragung über einen Schalter elektronisch markiert. Die so markierten aus verschiedenen Kameras stammenden Filmsegmente konnten so später in der Nachbearbeitung wieder zusammengesetzt werden, um das Live-Programm wiederherzustellen. Die „Classic 39“-Episoden von The Honeymooners wurden mit Electronicams aufgezeichnet (ebenso die täglich 1954–55 ausgestrahlte Serie  Les Paul & Mary Ford At Home), aber da ein Videorekordersystem nur ein Jahr später praktisch einsetzbar war, konnte sich das Electronicam-System nie weit verbreiten.

### Videoband
1951 produzierte die Firma des Sängers Bing Crosby, Bing Crosby Enterprises, erste experimentelle Videoaufnahmen auf Magnetband. Schlechte Bildqualität und sehr hohe Bandgeschwindigkeiten machten diese jedoch für eine praktische Anwendung unbrauchbar. 1956 führte Ampex das erste kommerzielle Quadruplex Videorekordersystem, auf das 1958 ein Modell mit Farbunterstützung folgte, ein. Durch hohe Qualität und eine sofortige Wiedergabe bei viel niedrigeren Preisen ersetzten die in Quadruplex-Systemen verwendeten Magnetbänder Kinescope schnell als bevorzugte Methode zur Aufnahme von Fernsehprogrammen.